# Jolene Marie Rotinsulu
Jolene Marie Cholock-Rotinsulu (Santa Ana, Californië, 15 mei 1996), beter bekend onder haar artiestennaam Jolene Maria, was een Indonesische actrice, zangeres en model. In 2019 vertegenwoordigde Cholock-Rotinsulu Indonesië bij de Miss International-verkiezing. In 2019 vertegenwoordigde zij Indonesië bij Miss International.

## Biografie
Cholock-Rotinsulu werd geboren op 15 mei 1996 in de Amerikaanse stad Santa Ana. Haar vader is Indo-Europese en haar moeder is van Amerikaanse afkomst. Cholock-Rotinsulu woonde tot haar vierde in de Verenigde Staten en groeide daarna op in de Indonesië. Ze woonde in haar jeugd echter ook enige jaren in Engeland. Cholock-Rotinsulu studeerde videokunst aan de Academy of Art University in San Francisco.
Na haar emigratie naar Indonesië op 4-jarige leeftijd werkte ze al als kindacteur voor agentschap Prime Time van Trans Media Coorp. Op 11-jarige leeftijd was zij als actrice kostwinner voor haar inmiddels gescheiden moeder en haar zus. Ze speelde onder meer in de televisieserie K2BU-Beauty, Miss Celebrity Indonesië 2010, Anthology Your Song, Mengejar Cinta Olga 5 (Story of Olga) en de serie 4 Kembar, 2 Raksasa & Bunda Bidadari. Verder speelde ze in de films Oh Ternyata! (2014) en I AM HOPE (2016).
In maart 2019 deed zij voor de derde maal mee aan de verkiezingen voor Puteri Indonesia/Miss Indonesië. Ze won de verkiezingen en werd daardoor de Indonesische kandidaat voor de Miss World-verkiezingen van 2019. Een half jaar na haar verkiezing tot Miss Indonesië werd ze in Tokio verkozen tot Miss International.